# Чој Минсик
Чој Минсик (хангул, кореј. 최민식; ханча 崔岷植; латинизовано: ; Сеул, Јужна Кореја, 27. април 1962) јужнокорејски је позоришни и филмски глумац.